# ماريان فيربر
ماريان فيربر (بالإنجليزية: Marianne Ferber)‏ هي اقتصادية أمريكية، ولدت في 30 يناير 1923 في تشيكوسلوفاكيا، وتوفيت في 11 مايو 2013.